# Intellivision
Intellivision — ігрова приставка, випущена на ринок компанією Mattel в 1979 році. Розробка консолі почалася в 1978 році, менш ніж через рік після виходу її основного конкурента — Atari 2600. Назва «Intellivision» складена зі слів «intelligent television» — «інтелектуальне телебачення».

## Історія
Створення Intellivision почалося, як і у випадку з багатьма іншими ігровими приставками 80-х років, під впливом високих продажів Atari VCS. Скинути короля з трону компанія Mattel мала намір за допомогою досить просунутої, як на той час, графіки, непоганих ігор (здебільшого спортивних) та головною «опцією» — додатковою клавіатурою, яка перетворювала дитячу іграшку на повноцінний домашній комп'ютер.
Не можна сказати, що затія увінчалася повним провалом. Перша партія з 200 тисяч примірників була розпродана в досить короткі терміни, причому чималу роль в цьому зіграла згадувана вище клавіатура, яку Mattel обіцяла випустити трохи пізніше. Однак тих, хто розраховував «рахувати на Intellivision податки» (цитата з рекламного ролика) очікувало розчарування, оскільки очікувана 90-кнопкова клавіатура так і не побачила світу. Виробництво клавіатур було згорнуто після недовгого періоду пробних продажів через часті виходи з ладу і незручності у використанні. Замість них у 1982 році було випущено пристрій під назвою Intellivoice. При підключенні до приставки, даний модуль давав деяким іграм голосовий супровід, що тоді було річчю досить унікальною. У той же час на полиці магазинів потрапила і друга версія самої консолі, не дуже винахідливо названа Intellivision II. Від початкового варіанта вона відрізнялася зміненим дизайном корпусу та меншою ціною (метою переробки власне і було зменшення вартості виробництва). Ще однією цікавою особливістю була наявність спеціальних інструкцій у ПЗП системи, які не дозволяли використовувати картриджі від компанії Coleco.
Ще рік потому, на виставці Consumer Electronics Show, широкій публіці було представлено прототип Intellivision III. Нова приставка мала вбудований голосовий модуль, необмежену палітру, 6-канальний звук, більший обсяг пам'яті і сумісність зі всіма іграми оригінальної Intellivision. Пізніше, анонсована система була перейменована на Computer Entertainment System, а до списку обіцяних можливостей додалися принтер, клавіатура та адаптер, що дозволяє запускати ігри від Atari 2600.
Але цей амбітний задум вже через кілька місяців після презентації став жертвою ігрового обвалу 1983 року, внаслідок якого з ринку пішли такі гіганти, як Atari і Coleco. Їх приклад наслідувала і Mattel, продавши всі права на свою приставку компанії INTV, організованою колишніми співробітниками Mattel. Остання випустила ще одну модифікацію приставки, назвавши її Super Pro System, яку небезуспішно продавала аж до 1990 року, встигнувши за цей час, крім усього іншого, випустити для неї 35 нових ігор.

## Технічні дані
- Центральний процесор: 16-розрядний General Instrument CP1610[en] на тактовій частоті 894886 Гц (тобто трохи менше ніж 1 МГц).
- 1352 байт оперативної пам'яті:
  - 240 × 8-біт — тимчасова пам'ять.
  - 352 × 16-біт (704 байти) — системна пам'ять.
- 7168 байт постійної пам'яті:
  - 4096 × 10-біт (5120 байти) — виконавчий ПЗП.
  - 2048 × 8-біт — графічний ПЗП.
- Роздільна здатність графічного ядра 160 × 196 пікселів (5 × 2 телевізійних пікселів = одному пікселю консолі).
- Здатність відображати 16 кольорів (причому всі кольори можуть відображатися одночасно).
- 8 спрайтів розміром 8 × 8 або 8 × 16:
  - Можуть бути розтягнуті по горизонталі (2×) або по вертикалі (2×, 4× або 8×).
  - Можуть бути дзеркально відображені (по вертикалі і по горизонталі).
- 3 звукових канали, 1 генератор шумів (аудіо чип GI AY-3-8914).